# Professional Developers Conference
Microsoft's Professional Developers Conference ( Conferencia de Desarrolladores profesionales de Microsoft en castellano), o simplemente Microsoft PDC, es una conferencia para los desarrolladores de software, normalmente de Windows.
En el 2011, fue unificada con la conferencia de Desarrollo web MIX y en su conjunto fueron renombradas como la conferencia Build.

## Eventos más importantes
- Julio, 1992 - Moscone Center de San Francisco, California.
- Conocido como Win32 Conferencia de Desarrolladores Profesionales.
- Primera demostración de la API de Win32 y primera mención de "Chicago", que eventualmente se convertiría en Windows 95.
- Diciembre, 1993 - Centro de Convenciones de Anaheim en Anaheim, California.
- Windows "Chicago"
- Win32 y Object Linking and Embedding versión 2.
- Marzo, 1996 - Moscone Center en San Francisco, California.
- Microsoft demostró el poder de nuevas herramientas, rebautizada ActiveX.
- Microsoft y otros líderes del sector presentó VBScript, una implementación de OLE de secuencias de comandos, controles ActiveX, para incrustar controles OLE en documentos HTML, ActiveX de conferencia, que permite el intercambio de datos así como aplicaciones a través de TCP / IP, el paquete de control de Internet, permitiendo a los desarrolladores para hacer sus aplicaciones de Internet conscientes, y numerosas tecnologías ActiveX otros.
- Septiembre, 1997 - San Diego Convention Center de San Diego, California.
- Oct. 11 a 15, 1998 - Centro de Convenciones de Colorado, Denver, Colorado.
- Windows NT 5.0 (también conocido como Windows 2000, versión beta a los asistentes.
- 11 a 14 de julio de 2000 - Orange County Convention Center en Orlando, Florida.
- NET Framework y Visual Studio NET, versión beta inicial dado a los asistentes.
- El anuncio de la final de la Windows 9x la línea, que culminó con una planificada 2002 de un nuevo sistema operativo, "Whistler".
- Internet Explorer 5.5 fue lanzado oficialmente.
- 22 hasta 26 de octubre de 2001 - Los Angeles Convention Center de Los Ángeles, California.
- Candidatos del estreno de la . NET Framework y Visual Studio. NET, que fueron anunciados durante la apertura.
- Windows XP fue lanzado oficialmente.
- Introducción de Tablet PCs, incluyendo un kit de desarrollo de software.
- NET Mis Servicios (Hailstorm con nombre en código)anunciado.
- NET Compact Framework presentado.
- Debates de Internet Information Services versión 6.
- 27 al 30 de octubre de 2003 -Centro de Convención Ángeles en Los Ángeles California.
- Septiembre 13-16 2005 - Centro de Convención Ángeles en Los Ángeles California.
- Windows Vista beta, entregado a los asistentes.
- Internet Explorer 7 demos.
- Office 12 demos
- NET 2.0
- 27 al 30 de octubre de 2008 - Los Angeles Convention Center de Los Ángeles, California.

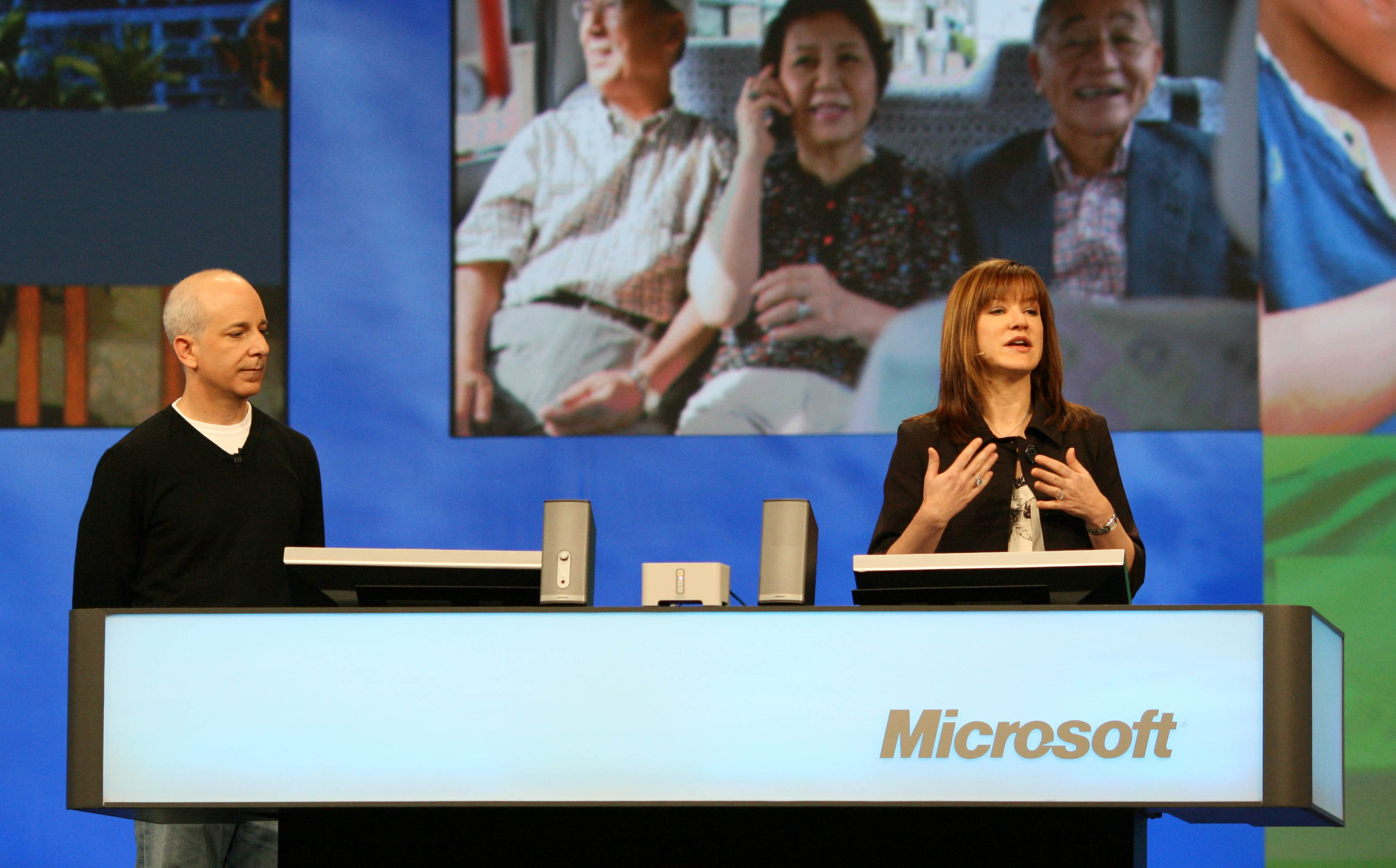
Steven Sinofsky y Julie Larson-Green en PDC 2008.

- Primera demostración de Windows 7 y Office 14 para la Web.
- Introducción de Microsoft Azure, la plataforma de Microsoft de centros de datos de alojamiento.
- Outlook. NET 4.0, Visual Studio 2010 y una nueva. NET Application Server.
- Lanzamiento de Microsoft Surface.
- 17 al 20 de noviembre de 2009 - Los Angeles Convention Center de Los Ángeles, California.
- AppFabric Microsoft.
- Microsoft SQL Server Modelado Servicios (SSModS).
- Lanzamiento de la primera beta pública de Microsoft Office 2010.
- Internet Explorer 9 Beta Pública lanzada.
- Un especial "PDC 2009" Netbook construido por Microsoft en colaboración con Acer fue entregado a todos los asistentes.
- Octubre 28 hasta 29, 2010 - Microsoft Campus en Redmond, Washington.

- Datos: Q3243559
- Multimedia: Microsoft Professional Developers Conference / Q3243559